# Ставки (Заліщицька міська громада)
Ставки́ (до 1939 — Угринівські Ставки, згодом — Понятово) — село в Україні, у Заліщицькій міській громаді Чортківського району, Тернопільської області. До 2020 підпорядковувалося Блищанській сільській раді. До Ставків приєднано хутір Теклівка.

## Географія
Розташоване за 18 км від центру громади і 6 км від найближчої залізничної станції Торське.

### Місцевості
- Теклівка — хутір, який належить до с. Ставки. Раніше був підпорядкований с. Мишків; розташований за 1 км від нього. Хутір Теклівка у 1990-х рр. був селом. Назва походить, імовірно, від імені дочки власників Товстенької волості — Теклі Ястщембської. У 1902 р. велика земельна власність належала Хохбергам. За переписом 1921 р., на хуторі було 16 дворів із населенням 100 осіб, на 1931 р. — 20 дворів (113 осіб). У 1934–1939 рр. село належало до ґміни Угриньківці. 1949 р. тут — 22 двори, 73 жителі, 1952 р. відповідно 22 і 123[1].

## Топоніміка
Назва походить від місця розташування села — біля штучних водойм.

## Історія

### Давні часи
Поблизу села виявлено археологічні пам'ятки комарівсько-тшинецької і давньоруської культур. Крайній могильник розташований поблизу хутора Теклівки, поховання підплитові, виявлено біля 20 поховань. Могили відкриті в 1971 році під час земляних робіт і зруйновані. Кілька сережок зберігаються у фондах Заліщицького краєзнавчого музею.

### XX століття
Перша письмова згадка — 1900 рік.
До 1939 року називалось Угриньківські Ставки (тут були панський маєток та кілька будинків для робітників і прислуги), згодом — Понятово. До 1950-х рр. хутір, який був підпорядкований Угриньківцям.
У Ставках у 1949 році — 154 жителі, у 1952 — 40; у 1949 році — 42 двори, у 1952 — 175. У зв'язку зі збільшенням кількості населення хутір перевели у категорію сіл.
Під час німецько-радянської війни у Червоній армії загинув уродженець села Теодор Гармата (1926–1945); пропали безвісти жителі села Степан Стойко (нар. 1910), Степан Мельник (нар. 1910) та Іван Чикура (нар. 1912). В ОУН перебувала Катерина Кобаринка (нар. 1925).

### Період Незалежности
До 2020 року підпорядковувалося Блищанській сільській раді.
12 червня 2020 року, відповідно до розпорядження Кабінету Міністрів України № 724-р «Про визначення адміністративних центрів та затвердження територій територіальних громад Тернопільської області» увійшло до складу Заліщицької міської громади.
19 липня 2020 року, в результаті адміністративно-територіальної реформи та ліквідації Заліщицького району, увійшло до складу новоутвореного Чортківського району.

## Релігія
- церква святих верховних апостолів Петра і Павла (1991).

## Пам'ятники
- символічна могила вояків УПА (1992),
- «фіґури» Матері Божої (1901) та святого Миколая.

## Соціальна сфера
У 1948 році створено колгосп.
Діють Народний дім, бібліотека, фельдшерсько-акушерський пункт.

## Населення
| 154 | 175 | 168 | 131 |

## Відомі люди

### Народилися
- Олег Малик (нар. 1982) — український оперний співак, актор, поет, продюсер, викладач[5].

## Галерея

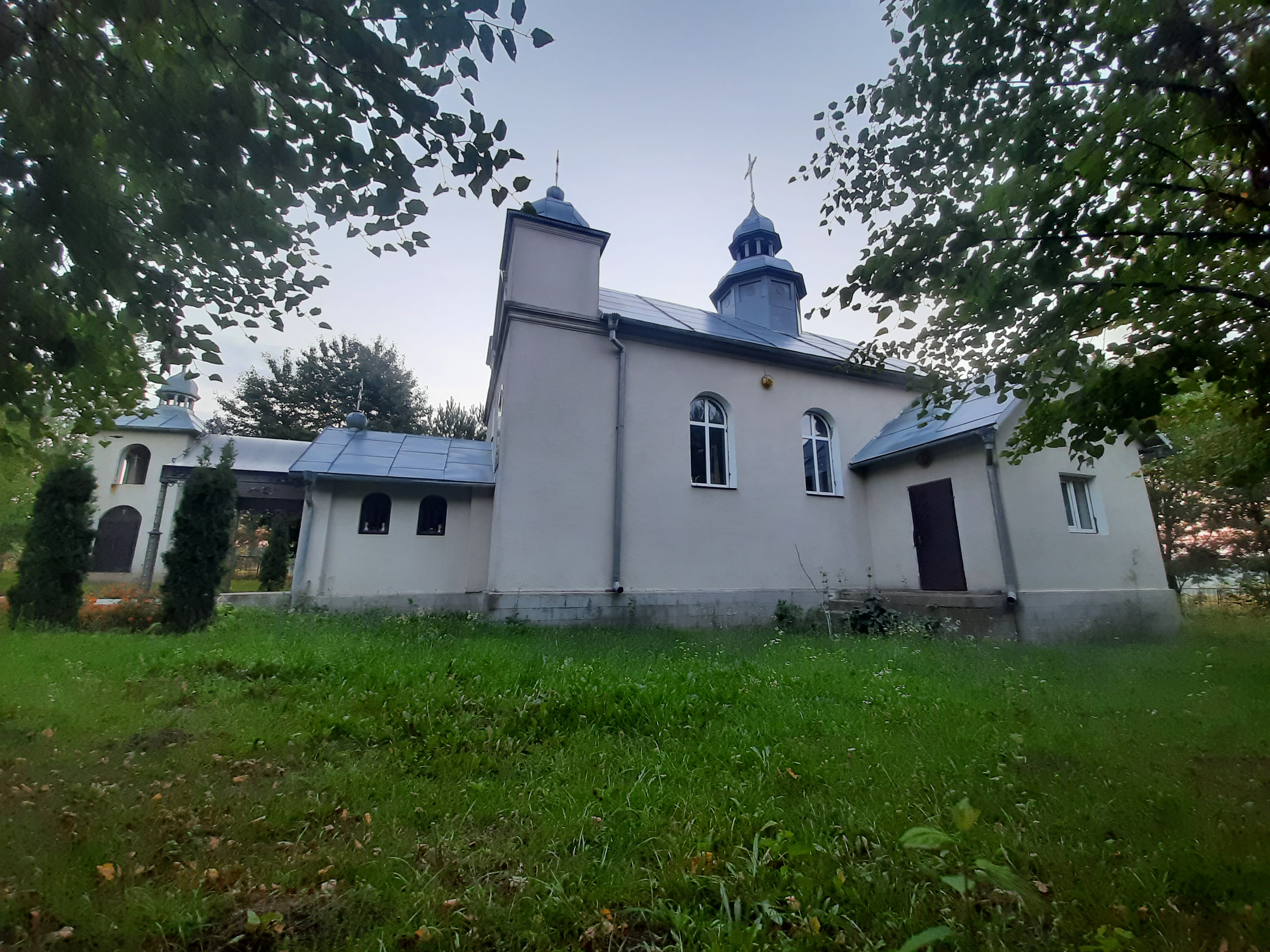
Церква Петра і Павла
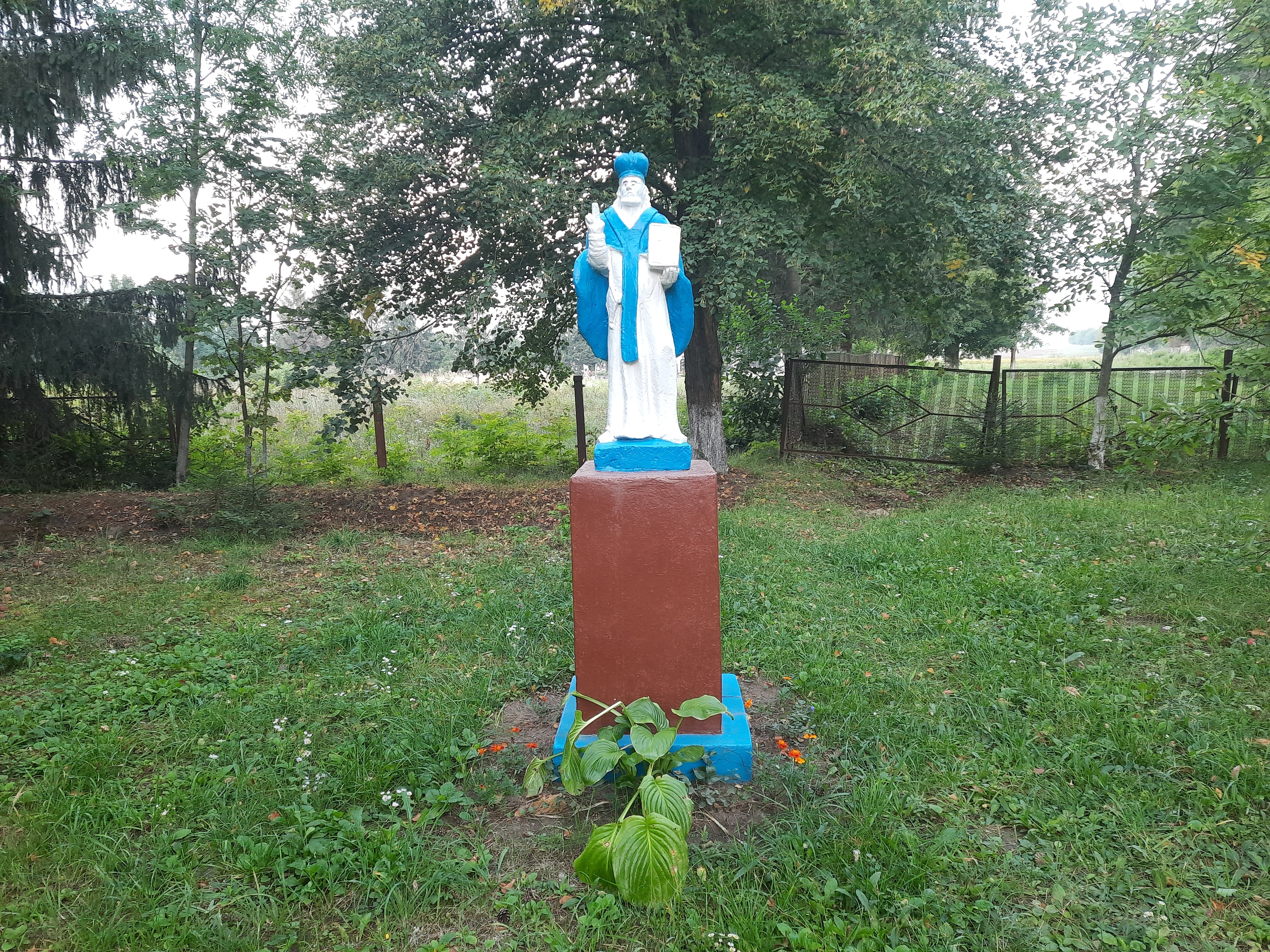
Фігура святого Миколая
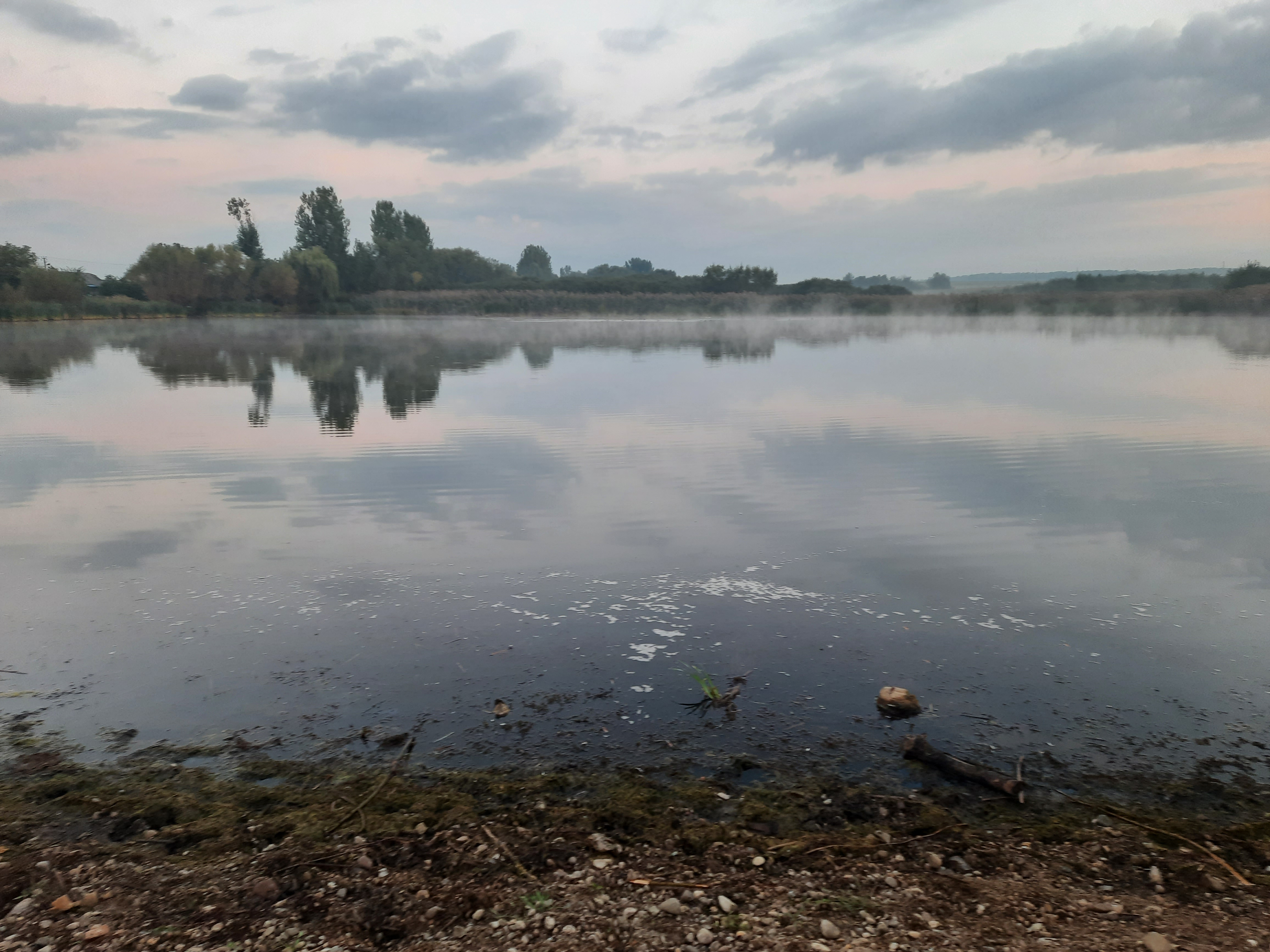
Від цих ставків пішла назва села